# Adiciones a Daniel
Las adiciones a Daniel son una serie de pasajes no presentes en las versiones originales en hebreo y arameo del libro de Daniel del Antiguo Testamento, pero sí a partir de la Septuaginta, la traducción al griego más antigua. Las adiciones son las siguientes:
- La Oración de Azarías y el Cántico de los Tres Jóvenes.
- La Historia de Susana.
- La Historia de Bel y el Dragón.